# روبرتو فيرنانديز
روبرتو فيرنانديز (بالإسبانية: Roberto Fernández Bonillo)‏ ، من مواليد 5 يوليو 1962 ، لاعب كرة قدم إسباني سابق.
لعب مع منتخب إسبانيا لكرة القدم.

## روابط خارجية
- روبرتو فيرنانديز على موقع الاتحاد الدولي (مؤرشف)  (الإنجليزية)
- روبرتو فيرنانديز على موقع الاتحاد الأوربي (الإنجليزية)
- روبرتو فيرنانديز على موقع قاعدة بيانات كرة القدم.إي يو (الإنجليزية)
- روبرتو فيرنانديز على موقع ناشيونال فوتبول تيمز (الإنجليزية)